# 王愔
卞韓侯王愔（변한후 왕음，？—1086年10月22日（宣宗三年九月十二）），是高麗第十一任君主文宗王徽第八子，母親是仁睿太后李氏。

## 生平
王愔是順宗王勳、宣宗王運、肅宗王熙等人的同母弟，在他以後還有兩位弟弟，包括樂浪侯王忱和聰慧首座王璟；而襄憲王王燾則是他的異母兄弟。
他在文宗三十一年（1077年）冊封為卞韓侯（韓語：변한후），同時授特進、檢校司空、上柱國，食邑八百戶，亦曾在異母兄弟扶餘公提出要娶妹妹積慶宮主時，他曾經和金官侯及辰韓侯一同規勸同姓不可娶，但最後未採納。
宣宗三年（1086年），兄長宣宗加王㶨食邑至二千戶，進官檢校尙書令、守司徒職，同年九月逝世，諡號章順（장순）。